# Burg Alt-Dahlen
Die Burg Alt-Dahlen (lettisch Vecdoles pils oder Dolena pils) ist die Ruine einer Anfang des 13. Jahrhunderts erbauten Burg. Die Mauerreste der Anlage befinden sich am östlichen Ufer der Düna auf der Insel Dole (deutsch: Dahlen oder Königsholm) nahe der Stadt Riga in Lettland.
Die Burg Alt-Dahlen ist nicht mit der erst später im Süden der Insel errichteten Burg Dahlen zu verwechseln, die heute noch als Schloss Dahlen weiter existiert.

## Geschichte

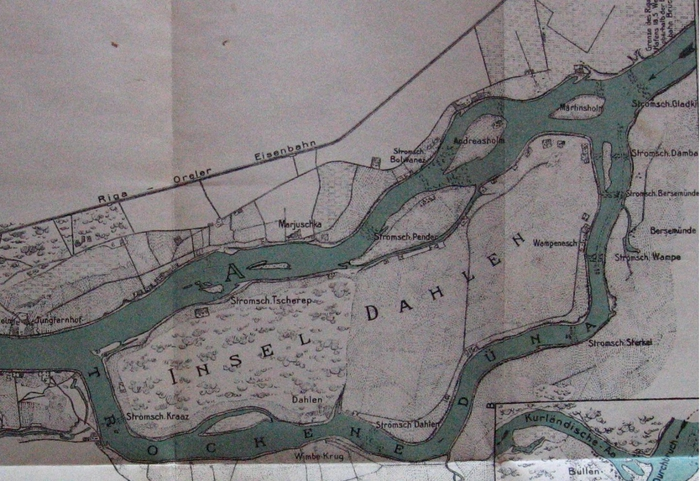
Die Insel Dahlen mit ihren Nachbarinseln

Die Burg Alt-Dahlen wurde zu Beginn des 13. Jahrhunderts von Ritter Johann von Dolen errichtet, der vom Erzbischof von Riga Land auf der Insel Dahlen (auch Dole bzw. Königsholm) erhielt. Wegen eines eigenmächtig durchgeführten Feldzugs in den Norden Estlands wurde ihm die Burg aber bereits am 23. Mai 1226 wieder genommen.
Der Streit um Alt-Dahlen dauerte bis gegen Ende des 13. Jahrhunderts, bis das Erzbistum Riga den Besitz endgültig erhielt. Während des Bürgerkriegs zwischen dem Erzbischof und der Stadt Riga wurde die Burg jedoch 1298 zerstört und nicht wieder aufgebaut.

## Beschreibung
Zur Zeit der Errichtung befand sich die Burg etwa 6 m oberhalb des Wasserspiegels der Düna. Sie bestand aus einem rechteckigen Hof mit Ummauerung mit einem Tor in der südöstlichen Mauer.
Daneben wurden die Steinfundamente eines kleinen Holzgebäudes entdeckt. Die Backsteinbauten beschränkten sich auf zwei Häuser, die sich in den westlichen Ecken des Hofes befanden. Das nordwestliche Gebäude auf der Seite des Flusses besitzt ein etwas dickeres Fundament, weshalb es sich dabei möglicherweise um einen Turm gehandelt haben könnte.